# Toui tirica
Brotogeris tirica
Espèce
Statut de conservation UICN

 LC  : Préoccupation mineure
Statut CITES
Le Toui tirica (Brotogeris tirica) est une espèce d'oiseaux appartenant à la famille des Psittacidae. Il est endémique de l'Est du Brésil.

Distribution du Toui tirica.

## Description
Cette espèce mesure environ 23 cm, taille importante pour un toui. Sa silhouette allongée est une autre caractéristique assez atypique au sein de ce groupe. Cet oiseau présente un plumage à dominante vert clair rehaussé par des nuances jaunes sur les joues, la nuque et la poitrine. Les rémiges sont bleues. Les couvertures alaires peuvent présenter des plages brunes. Le bec d'environ 20 mm est gris rose. Les iris sont bruns et les pattes grisâtres.

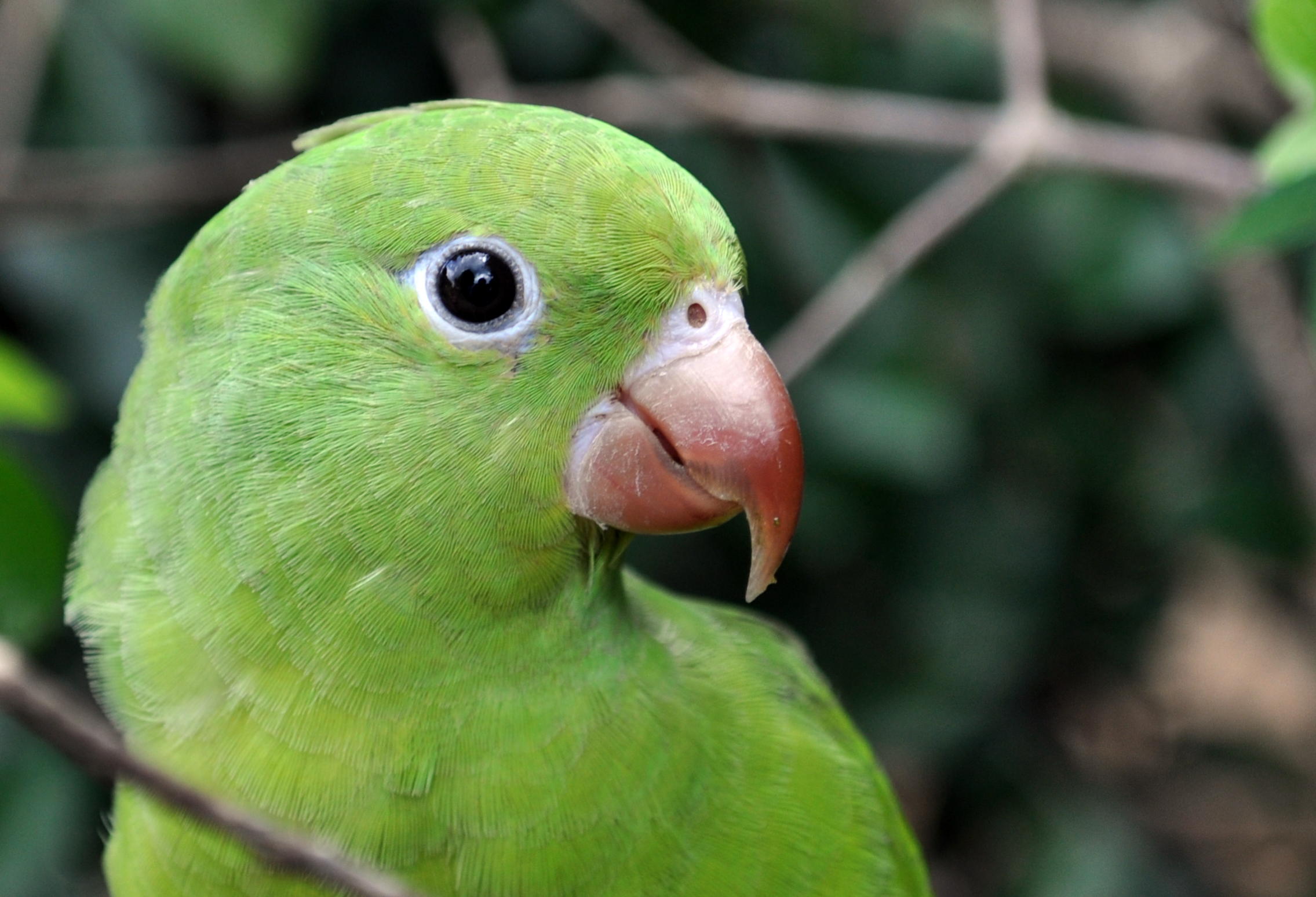
Détail de la tête.